# Heejin
Jeon Hee-jin (en hangul, 전희진; nacida el 19 de octubre de 2000), conocida simplemente como HeeJin, es una cantante surcoreana. Es parte del grupo femenino Loona desde 2018 y de su subunidad Loona 1/3 desde 2017.
En el 2023, HeeJin publica su primer miniálbum como solista, titulado K. Desde el mismo año forma parte del proyecto musical ARTMS junto con otras cuatro integrantes de Loona.

## Biografía
HeeJin nació el 19 de octubre del año 2000 en Daejeon, Corea del Sur, y es la menor de tres hermanas. Se graduó de la escuela secundaria femenina Hansung en 2019.

## Carrera

### 2016-2022: Loona y Mix Nine
El 26 de septiembre de 2016, la agencia Blockberry Creative anunció a HeeJin como la primera integrante de su próximo grupo de chicas Loona. Como parte de un proyecto predebut del grupo, HeeJin lanzó un álbum sencillo homónimo junto con la canción principal «Vivid» el 5 de octubre de ese año.
En noviembre de 2016, HeeJin participó en la canción «I'll Be There» del álbum sencillo de Hyunjin, la segunda integrate de Loona. Las dos también participaron más adelante en la canción «The Carol», que forma parte del álbum sencillo de HaSeul, también integrante de Loona, en diciembre de 2016. En enero del año siguiente, HeeJin nuevamente colabora con HyunJin en la canción «My Sunday» que se lanzó como parte del álbum sencillo de YeoJin, integrante de Loona.
El 14 de febrero de 2017, se anunció que HeeJin formaría parte de Loona 1/3, la primera subunidad de Loona, junto con las miembros HaSeul, HyunJin y ViVi. La subunidad debutó el 13 de marzo con su miniálbum Love & Live. Más adelante ese año, en octubre, HeeJin junto con HaSeul y HyunJin realizaron una audición para participar en el programa de supervivencia Mix Nine. HeeJin pasó la audición y estuvo en el programa hasta el episodio final, donde terminó en la cuarta posición entre las participantes femeninas.
El 30 de marzo de 2018, HeeJin participó en la canción «Rosy» junto a las integrantes de Loona GoWon y HyeJu (conocida entonces por su antiguo nombre artístico, Olivia Hye), que forma parte del álbum sencillo de HyeJu. HeeJin debutó oficialmente con Loona como grupo completo el 20 de agosto de 2018 con el lanzamiento del miniálbum debut [+ +].
El 28 de noviembre de 2022, JTBC Entertainment News informó que nueve de las doce integrantes de Loona, entre ellas HeeJin, habían presentado una solicitud de medida cautelar para suspender su contrato exclusivo con Blockberry Creative, luego de la expulsión de la miembro Chuu tres días antes.

### 2023-presente: ARTMS y actividades en solitario
El 13 de enero de 2023, medios de comunicación coreanos informaron que HeeJin, junto con Kim Lip, JinSoul y Choerry (que forman la segunda subunidad de Loona, Odd Eye Circle) recibieron una medida cautelar preliminar para suspender su contrato con Blockberry Creative. Posteriormente, el 17 de marzo, se anunció que HeeJin y las integrantes de Odd Eye Circle firmaron un contrato exclusivo con la agencia Modhaus. Las cuatro cantantes, junto con HaSeul que firmó un contrato posteriormente con Modhaus también, forman un nuevo proyecto titulado ARTMS.
En el marco del proyecto ARTMS, HeeJin publicó su primer miniálbum <K> junto con la canción principal «Algorithm» el 31 de octubre de 2023. El video musical de «Algorithm» incluye cameos de las demás integrantes de ARTMS.

## Discografía

### Miniálbum
| Título | Detalles | Posición en listas | Ventas        |
| Título | Detalles | KOR                | Ventas        |
| ------ | --- | ------------------ | ------------- |
| <K>    | - Lanzamiento: 31 de octubre de 2023 - Discográfica: Modhaus - Formatos: CD, descarga digital, streaming Ver listaLista de canciones 1. «Kehwa» (개화) 2. «Algorithm» 3. «Sad Girls Club» 4. «Video Game» 5. «Nokia» 6. «Addiction» | 14                 | - KOR: 23,712 |

## Filmografía

### Programas de televisión
| Año       | Título   | Rol          | Notas     | Ref.  |
| --------- | -------- | ------------ | --------- | ----- |
| 2017-2018 | Mix Nine | Participante | 4.º lugar | [ 8 ] |

### Videos musicales
| Título      | Año  | Director(es)                    | Ref.          |
| ----------- | ---- | ------------------------------- | ------------- |
| «Algorithm» | 2023 | Kim Sunung (KINGS CREATIVE LAB) | [ 20 ] [ 21 ] |